# Caso Lloyd Corporation v. Tanner
Lloyd Corp. v. Tanner (1972), foi uma decisão da Suprema Corte dos Estados Unidos de que a distribuição de panfletos anti-guerra no Lloyd Center em Portland, Oregon, era uma violação dos direitos de propriedade. Isso diferia de Marsh v. Alabama (1946) e Amalgamated Food Employees Union v. Logan Valley Plaza (1968) em que Marsh tinha os atributos de um município e Logan Valley relacionados a piquetes em uma loja específica, enquanto o caso atual, a distribuição de folhetos, não tem relação com nenhuma atividade na propriedade.